# Wendy van der Poel
Wendy van der Poel is een Nederlands langebaanschaatsster.
Tussen 1989 en 1991 schaatste ze op de NK Afstanden en in 1990 eenmaal op het NK Sprint.

## Records

### Persoonlijke records[2]
| Afstand    | Tijd    | Datum            | Baan       |
| ---------- | ------- | ---------------- | ---------- |
| 500 meter  | 42,16   | 1 maart 1991     | Calgary    |
| 1000 meter | 1.23,97 | 1 maart 1991     | Calgary    |
| 1500 meter | 2.13,04 | 16 februari 1991 | Heerenveen |
| 3000 meter | 4.43,53 | 17 februari 1991 | Heerenveen |
| 5000 meter | 8.05,62 | 5 maart 1991     | Calgary    |